# 100BASE-T2

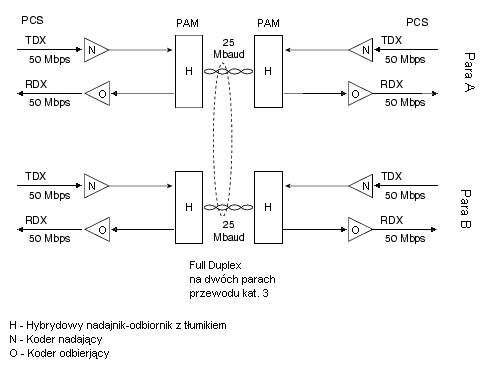
Schemat 100BASE-T2

100BASE-T2 jest specyfikacją warstwy fizycznej dla IEEE 802.3 sieci lan obsługującej 100 Mb/s (Fast Ethernet). Umożliwia użytkownikom powszechnych sieci 10Base-T, ulepszenie ich z 10 do 100 Mb/s, pozostawiając istniejące okablowanie kategorii 3. Obecnie niestosowany ze względu na brak sprzętu sieciowego obsługującego ten standard.
Urządzenia 100BASE-T2 nadawczo-odbiorcze działają na dwóch parach nieekranowanej skrętki  EIA/TIA kategorii 3 (UTP-3), co stanowi minimalne wymagania dla standardu 10Base-T. Kable kategorii 3 powodują większe osłabienie sygnału oraz większe przesłuchy między przyległymi parami kabla niż kategorii 5. Wyszukane techniki cyfrowego przetwarzania sygnału są potrzebne, aby osiągnąć niezawodną dupleksową transmisję 100 Mb/s poprzez dwie pary skrętki kategorii 3. W standardzie 100BASE-T2 określono szybkość kluczowania na 25 MHz. Podczas każdego taktu modulacji czterobitowe porcje danych lub rozkazy sterujące Ethernetu są kodowane w parę pięciowartościowych sygnałów kodujących amplitudę sygnału (PAM-5). Każda z dwóch par przewodów skrętki przenosi jeden sygnał. W odbiornikach wymagane są cyfrowe filtry dla wyeliminowania, wyrównania i likwidacji interferencji echa. Za realizację tych funkcji odpowiada specjalny hybrydowy nadajnik-odbiornik (transceiver) umożliwiający pracę w Full-Duplex. W kierunku nadawania linia przenosi zarówno sygnał nadawania, jak  i odbioru, który jest wykorzystywany do wykrywania kolizji. Po stronie odbiorczej wyodrębnia się wysłany sygnał i dekoduje go. Schemat działania przedstawia rysunek obok.

## Kodowanie i Dekodowanie
Podczas n-tego taktu modulacji, symbole An i Bn z piątki ustawień {-2, -1, 0, + 1, + 2 } są wysłane odpowiednio parą A i B. Funkcje kodowania spełniają następujące założenia:
- Symbole -2, -1, 0, + 1, + 2 występują z prawdopodobieństwami odpowiednio: 1/8, 1/4, 1/4, 1/4, 1/8.
- Odbiór sekwencji jałowej może być szybko odróżniony od sekwencji danych.
- Sekwencja jałowa oraz przekazywania danych wykazuje identyczne widmo gęstości mocy.
- Stan mieszacza, przydzielenie pary A i B, czasowe dostrojenie i polarność sygnału odebranego na tej parze może być łatwo odzyskana z odebranej sekwencji jałowej.